# Землянухин, Антон Александрович
Анто́н Алекса́ндрович Земляну́хин (кирг. Антон Александрович Землянухин; 11 декабря 1988, Кант, Киргизская ССР, СССР) — киргизский футболист, полузащитник клуба «Бишкек Сити». Выступал за сборную Кыргызстана.

## Клубная карьера
Воспитанник киргизского клуба «Абдыш-Ата» из города Кант. В 2007 перешёл в команду первого турецкого дивизиона «Гиресунспор», подписав контракт до 2012 года. В Турции входил в ТОП-20 самых перспективных легионеров страны.
В 2008 году компания Nike подписала с игроком рекламный контракт.
В середине 2009 года вступил в конфликт с президентом «Гиресунспора» и временно покинул команду, возвратившись в «Абдыш-Ату», где провёл остаток года.
В марте 2010 года перешёл на правах аренды в команду «Тараз». Первый гол в чемпионате Казахстана забил в 8 туре в ворота «Жетысу». После окончания сезона продлил контракт с клубом. Вошёл в ТОП-50 лучших игроков чемпионата заняв 42 место. Летом 2011 года вернулся в «Абдыш-Ату», так как из-за травмы не смог продолжить карьеру в Казахстане. А уже в 2012 году в качестве свободного агента перешёл в «Актобе».
Летом 2013 подписал контракт с командой «Кайрат», сроком на 1,5 года. В новой команде взял 24 номер. В сезоне 2014 выступал за другой казахстанский клуб «Кайсар». В феврале 2015 года стал игроком сербского клуба «Раднички» из города Ниш, но через год уехал за выгодным контрактом в Таиланд.
В 2015 году был признан лучшим футболистом Кыргызстана.
21 июня 2017 года подписал контракт с клубом «СКА-Хабаровск». Но контракт был вскоре расторгнут ввиду того, что на момент его подписания Землянухин был травмирован, за неделю до этого он сломал ребро при столкновении с вратарём сборной Индии в отборочном матче Кубка Азии-2019.
В феврале 2018 года подписал контракт с казахстанским клубом «Атырау».
В 2019 году выступал за «Дордой», с которым стал чемпионом Кыргызстана.

## Карьера в сборной
С 2007 по 2010 год играл за сборную Кыргызстана. В марте 2015 года вернулся в сборную на матч против сборной Афганистана.
Лучший бомбардир в истории сборной Кыргызстана.

## Достижения

### Командные
- Серебряный призёр чемпионата Кыргызстана: 2009
- Бронзовый призёр чемпионата Казахстана: 2012
- Обладатель Кубка Кыргызстана: 2009

### Личные
- Лучший нападающий Кыргызстана: 2009
- 42-е место в списке 50 лучших игроков чемпионата Казахстана: 2010[7]
- Лучший футболист Кыргызстана: 2015